# Fissistigma oligocarpum
Fissistigma oligocarpum là loài thực vật có hoa thuộc họ Na. Loài này được W.T.Wang mô tả khoa học đầu tiên năm 1957.